# Tommaso Campeggi
Tommaso Campeggi (* zwischen 1481 und 1483 in Pavia; † 31. Januar 1564 in Rom) war ein italienischer Kanonist, päpstlicher Diplomat und katholischer Bischof.

## Leben
Tommaso Campeggi wurde 1481 als dritter Sohn von Giovanni Zaccaria Campeggi und Dorotea di Tommaso Tebaldi in eine italienische Adelsfamilie geboren. Seine Jugend verbrachte er in Padua, wo sein Vater lehrte. An der gleichen Universität Padua studierte Tommaso Campeggi Philosophie. Zwischen 1505 und 1506 war er Professor der Philosophie in Bologna. Dort erwarb er am 9. Dezember 1512 den Doctor iuris utriusque. 1513 wurde er Vizegouverneur von Piacenza. Der Chronist AF Villa beschrieb ihn als Mann mit wenig Erfahrung.
Sein Bruder Lorenzo Campeggi wurde 1517 zum Kardinal ernannt. Als Teil von dessen Gesandtschaft wurde er in Greenwich von Heinrich VIII. begrüßt. Am 17. März 1519 begründete er in einer ausführlichen Rede vor den Adligen Englands die Notwendigkeit, die türkische Macht einzudämmen.

### Römische Kurie
Nach seiner Rückkehr aus England begann er als Referent an der Apostolischen Signatur eine Kurienlaufbahn. Diesem Gremium gehörte er mit Unterbrechungen 40 Jahre an. Nach dem Rücktritt seines Bruders Lorenzo wurde er am 1. Juni 1520 zum Bischof von Feltre ernannt. Unter Papst Hadrian VI. gehörte er zu den wenigen Italienern, die das Vertrauen dieses misstrauischen und isolierten Papstes genossen. Am 26. November 1522 wurde er als Nachfolger von Francesco Guicciardini in das Amt des Gouverneurs von Parma berufen. Dort blieb er jedoch nur wenige Wochen, denn bereits am 30. Dezember wurde ihm die Nuntiatur in Venedig „ob nonnulla ardua negotia“ (aufgrund einiger schwerer Aufgaben) verliehen.
Seine Hauptaufgabe bestand darin, die Markusrepublik mit dem römisch-deutschen Kaiser zu versöhnen, um ein Verteidigungsbündnis gegen die Türken zu ermöglichen, die Rhodos belagerten und am 21. Dezember 1522 eroberten. Franco Gaeta, der Fragmente seiner Korrespondenz aus dieser Zeit sammelte, glaubt, dass er in den schwierigen Verhandlungen mit der Signoria „die nötige Geschmeidigkeit“ bewiesen habe. Zunächst wurde er von Papst Clemens VII. als Nuntius bestätigt. Dann geriet er bei diesem Papst in Ungnade, weil er die Signoria, vermutlich auf Betreiben des Erzbischofs von Capua Nikolaus von Schönberg, über das Bündnis des Papstes mit Kaiser Karl V. nach der Schlacht von Pavia informiert hatte. Anschließend versuchte er, ohne Weisung des Papstes, Venedig für den Kaiser zu gewinnen, und geriet dabei in erbitterten Konflikt mit Clemens′ engstem Berater, dem frankreichnahen Giberti. Kurz nach dem Abschluss der Liga von Cognac (22. Mai 1526) wurde er daher in Ungnade abberufen. Der Papst erklärte ihn für ungeeignet für diplomatische Verhandlungen und bezeichnete ihn als „Massaker“.
Während der Besetzung Roms durch Kardinal Pompeo Colonna wurde am 20. September 1526 sein Haus in Borgo geplündert. Am 27. Dezember 1526 empfing er durch Gian Pietro Carafa, den späteren Papst Paul IV., die Bischofsweihe und wollte sich seiner Diözese zuwenden. Am 8. September 1528 ließ er sich als Bischof von Feltre inthronisieren. Sein Wirken als Bischof blieb aber sehr begrenzt. Unter Papst Clemens VII. erhielt er keine autonomen Aufgaben mehr. Er begleitete seinen Bruder Lorenzo, als dieser 1530 als päpstlicher Legat zum Reichstag zu Augsburg reiste. Da sein Bruder aufgrund von Gicht ans Bett gefesselt war, nahm Tommaso an den Verhandlungen teil. Im Januar 1531 ging er nach Köln, wo er eine Ausgabe apologetischer Werke gegen das Luthertum plante.
Unter Paul III. übte er eine intensive Tätigkeit als Rechtsberater des Papstes aus und erlangte erneut politisch-kirchliche Ämter. Er war der Autor eines Memorandums zur Reform der Römischen Kurie, das darauf abzielte, den Missbräuchen ein Ende zu setzen, ohne jedoch die kuriale Tradition, die Frucht jahrhundertelanger Erfahrung, zu zerstören. Diese von Papst Paul III. vertretene Meinung führte dazu, dass die Reform der Kurie keine Fortschritte machte; andere Reformvorschläge von Tommaso Campeggi, etwa die Einschränkung der Kompetenzen der Pönitentiarien und der Apostolischen Kammer, wurden stattdessen mit Papst Pius IV. und Papst Pius V. umgesetzt. In einem weiteren Memorandum zur Reform der Apostolischen Datarie verteidigte er die Rechtmäßigkeit der Kompositionen.
Mit der Ernennung zum Regenten der Apostolischen Kanzlei am 1. Juli 1540 erreichte er den Höhepunkt seiner kurialen Laufbahn. Am 1. Oktober desselben Jahres wurde er „in testimonium acquisitae iam per vos doctrinae“ („zum Zeugnis der von Euch schon erlangten Gelehrsamkeit“) zum Nuntius ernannt, um an dem Religionsgespräch zwischen Katholiken und Protestanten (Johann Eck und Philipp Melanchthon) in Worms teilzunehmen. Am 1. Mai 1550 gab er sein Amt als Regent der Apostolischen Kanzlei ab, nahm aber trotzdem noch an den Sitzungen des Konzils von Trient teil. Am 17. April 1559 verzichtete er zugunsten seines Neffen Filippo Maria auf das Bistum Feltre.